# یوترایشاو
یوترایشاو (به آلمانی: Jütrichau) یک منطقهٔ مسکونی در آلمان است که در تسبرست واقع شده‌است. یوترایشاو  ۵۱۲ نفر جمعیت دارد.